# روبرت وليامز (لاعب كرة قدم)
روبرت وليامز (بالإنجليزية: Robert Williams)‏ هو لاعب كرة قدم بريطاني، ولد في 18 نوفمبر 1932 في Felling, Tyne and Wear ‏ في المملكة المتحدة، وتوفي في 2003. لعب مع شيفيلد يونايتد.